# Music of the Spheres (альбом Coldplay)
Music of the Spheres — девятый студийный альбом британской рок-группы Coldplay. Альбом был выпущен 15 октября 2021 на лейблах Parlophone (в Великобритании) и Atlantic Records (в США). Работу продюсировал Макс Мартин, впервые в дискографии группы. В записи треков приняли участие такие музыканты как Селена Гомес, We Are King, Джейкоб Кольер и BTS.
Альбом является вторым космическим тематическим концептуальным альбомом группы после альбома 2005 года X&Y и включает такие стили как поп, поп-рок, космический рок, космическая музыка и эмбиент. Действие альбома происходит в вымышленной планетарной системе под названием «Сферы» (The Spheres), которая содержит девять планет, три естественных спутника, звезду и туманность, причем каждая из них соответствует определённому треку на пластинке. По словам вокалиста Криса Мартина, концепция и темы альбома были вдохновлены кинофраншизой Звездные войны, которая заставила его и других участников группы задуматься о том, какими могут быть другие исполнители во всей Вселенной, а также использовать планеты в качестве холста для исследования человеческого опыта.
В преддверии выхода альбома они выпустили синглы «Higher Power» и «My Universe», первый из которых был номинирован в категории Best Pop Duo/Group Performance на церемонии «Грэмми» и дебютировал на первом месте в чарте Billboard Hot 100, сделав Coldplay первой британской группой в истории, которой удалось добиться этого. Спустя год в той же категории «Грэмми» была номинирована песня «My Universe», а сам альбом в категории Лучший альбом года. Music of the Spheres получил неоднозначные отзывы критиков, некоторые из которых раскритиковали его явный поп-стиль. Однако заключительный трек «Coloratura» получил признание критиков, в основном за его длинную, нетрадиционную структуру и продакшн. Альбом дебютировал на первом месте в UK Albums Chart, став первым проектом после диска Эда Ширана No.6 Collaborations Project (2019), который был продан тиражом более 100 000 экземпляров за первую неделю. В поддержку альбома Coldplay отправились в «Music of the Spheres World Tour».

## История
Идея альбома на космическую тематику вынашивалась группой с 2010 года, когда ведущий вокалист Крис Мартин предложил проект построения «солнечной системы», о чём говорится в опубликованном группой блоге под названием «Roadie # 42». Этот проект в конечном итоге привел к созданию вселенной для альбома Coldplay 2011 года Mylo Xyloto, которая в дальнейшем вдохновит и вселенную Music of the Spheres. На момент выхода Everyday Life, в ноябре 2019 года, один из намеков был спрятан в бифолде буклета физического винилового и digibook изданий альбома, на котором черно-белый рекламный щит в поле рекламирует Music of the Spheres. В левом нижнем углу более мелким шрифтом написано «Coldplay coming soon». Это, в сочетании с историей тизеров будущего материала группы, подогрело спекуляции о темах Music of the Spheres и дате релиза. Другие намеки на будущий материал были якобы спрятаны в текстах песен и клипах эпохи Everyday Life.

## Запись
По словам басиста Гая Берримена, когда группа впервые «записала Everyday Life (2019), мы знали, что не планируем гастролировать с ним, и это определило музыкальный курс альбома. Идея всегда заключалась в том, чтобы после него записать Music of the Spheres, который определённо будет звучать на гастролях. Так что новый альбом создавался с прицелом на живые выступления. Думаю, это определило общий уровень энергии и выбор песен для альбома». Продюсером альбома стал Макс Мартин, которого группа назвала «настоящим чудом вселенной». Их первой совместной работой стал сингл «Orphans». Он встретил Криса во время концерта Рианны в Швеции в 2016 году, и они начали обмениваться мнениями о возможном сотрудничестве, причем остальные участники группы разделили это чувство и рассматривали его как «нового члена группы» для альбома.

## Стиль и концепция
Music of the Spheres описывается как поп, поп-рок, синти-поп, космический рок, космическая музыка, электропоп, софт-рок, и эмбиент. Вокалист Крис Мартин заявил, что тема альбома была навеяна «вопросом о том, какими были бы музыканты во всей Вселенной» после просмотра выступления вымышленной группы кантины города-космодрома Mos Eisley в «Звездных войнах» и рассуждений о звуках космоса.

## Продвижение
23 апреля 2021 года в социальных сетях было опубликовано сообщение от аккаунта под названием «Alien Radio FM» с координатами (51°30’24.6 "N 0°08’34.4 "W), которые вели в Грин-парк на Пикадилли, Лондон. Сообщение включало фотографию рекламы в этих координатах с неизвестными яркими неоново-фиолетовыми символами на синем фоне. Символы были быстро расшифрованы фан-сайтами и гласили: «Coldplay Higher Power May Seven». После этого последовали похожие сообщения, которые все предвещали выход лид-сингла «Higher Power».
29 апреля Coldplay подтвердили на своих основных аккаунтах в социальных сетях, что новый сингл под названием «Higher Power» действительно будет выпущен 7 мая. Названный формой «внеземной передачи», группа предварительно показала видео французскому астронавту Европейского космического агентства Томасу Песке на борту Международной космической станции до его публичного выпуска. Вокалист Крис Мартин заявил, что тема их предстоящей музыки была навеяна «размышлениями о том, каковы музыканты во всей Вселенной» после просмотра выступления вымышленной группы кантины города-космодрома Мос-Эйсли в «Звездных войнах».
После завершения промо-цикла «Higher Power» креативный директор Фил Харви сообщил о возможном анонсе 19 июля 2021 года. На следующий день Coldplay представили альбом, его треклист и трейлер под названием «Overtura», содержащий фрагмент каждой песни. Они также сообщили, что песня «Coloratura» выйдет 23 июля, а следующий официальный сингл последует в сентябре. 13 сентября Coldplay объявили, что их второй сингл «My Universe» с участием BTS выйдет 24 сентября 2021 года. 4 октября 2021 года Селена Гомес подтвердила в Твиттере, что она участвует в записи песни «Let Somebody Go».

### Концертный тур
14 октября 2021 года, за день до выхода альбома Music of the Spheres, Coldplay официально объявили о мировом турне «Music of the Spheres» в 2022 году для продвижения альбома. Группа не ездила в турне в связи с выходом предыдущего альбома Everyday Life, так как решила приостановить турне, пока не проработает вопрос о том, как обеспечить его экологичность. Одновременно с объявлением они опубликовали подробный план, в котором подробно описали, как они обеспечат минимальное воздействие тура на окружающую среду, в результате чего будет произведено на 50 % меньше углекислого газа, чем во время тура lzk альбома A Head Full of Dreams. План разрабатывался в течение двух лет Coldplay и рядом ведущих экспертов в области экологии и включает в себя ряд инновационных стратегий устойчивого развития. Например, группа объединила усилия с BMW для создания первой «мобильной перезаряжаемой батареи для шоу», которая будет питать каждый концерт тура, и объявила, что сцена тура будет построена из «комбинации легких, низкоуглеродных и повторно используемых материалов (включая бамбук и переработанную сталь), которые могут быть использованы или переработаны по окончании тура». Они также пообещали посадить по одному дереву за каждый проданный билет.

### Синглы
Песня «Higher Power» была выпущена в качестве лид-сингла 7 мая 2021 года. Песню спродюсировал Макс Мартин, которого группа назвала «настоящим чудом Вселенной». В своем твите группа заявила, что «она появилась на маленькой клавиатуре и раковине в ванной в начале 2020 года». Премьера аудиовизуализации, режиссёром которой выступил Пол Дагдейл, состоялась на YouTube-канале Coldplay в 12:01 утра по тихоокеанскому времени в тот же день. Официальное музыкальное видео, режиссёром которого выступил Дэйв Мейерс, было выпущено 8 июня 2021 года, в нём Крис исследует вымышленную планету Каотика.
«My Universe», совместная работа с южнокорейской поп-группой BTS, была выпущена в качестве второго сингла 24 сентября 2021 года. Официальное музыкальное видео, также снятое режиссёром Мейерсом, было выпущено 30 сентября 2021 года. В нём обе группы исполняют песню вместе с вымышленной группой под названием «Supernova 7» на разных футуристических планетах в эпоху, когда музыка запрещена во всей Вселенной. Трек дебютировал на первом месте в Billboard Hot 100, что сделало Coldplay первой британской группой в истории, которой удалось добиться этого. Это был их второй чарттоппер в США и шестой для BTS.
«Let Somebody Go», совместная работа с американской певицей и актрисой Селеной Гомес, была выпущена в качестве третьего сингла на радио для взрослых 14 февраля 2022 года. За неделю до этого, 7 февраля 2022 года, было выпущено музыкальное видео, режиссёром которого снова стал Майерс.

## Отзывы
| Совокупная оценка   | Совокупная оценка |
| Источник            | Оценка            |
| ------------------- | ----------------- |
| AnyDecentMusic?     | 5.1/10            |
| Metacritic          | 56/100            |
| Оценки критиков     |                   |
| Источник            | Оценка            |
| AllMusic            | [ 46 ]            |
| Clash               | 5/10              |
| The Daily Telegraph | [ 48 ]            |
| Financial Times     | [ 49 ]            |
| The Guardian        | [ 6 ]             |
| The Independent     | [ 50 ]            |
| Pitchfork           | 5.1/10            |
| NME                 | [ 51 ]            |
| Rolling Stone       | [ 2 ]             |
| The Times           | [ 52 ]            |

Альбом получил смешанные и умеренные отзывы музыкальной критики и интернет-изданий. На Metacritic, который присваивает нормализованный рейтинг из 100 баллов по обзорам основных критиков, альбом имеет средний балл 56 из 100 на основе 17 обзоров, что указывает на «смешанные или средние отзывы». Это делает его альбом с самым низким рейтингом для группы на сайте.
Financial Times поставила альбому две звезды из пяти, высоко оценив весёлые тексты, но критикуя его поверхностность и слащавость.
Это мнение было поддержано Нилом Маккормиком из Daily Telegraph, который назвал альбом «головокружительной сахарной лихорадкой» и дал ему три звезды из пяти. Алексис Петридис из The Guardian также дал альбому две звезды из пяти, назвав его поп-музыку «отчаянной» попыткой группы остаться на вершине хит-парадов.
Риан Дейли из NME поставила альбому четыре звезды из пяти и сказала, что хотя «Music of the Spheres» кажется типичным Coldplay, в его трек-листе есть ещё несколько удивительных моментов. Нил З. Йунг из AllMusic также дал альбому четыре звезды из пяти, назвав его «самым откровенно поп-ориентированным и оптимистичным альбомом группы на сегодняшний день». Он пояснил так: «Эта научно-фантастическая концептуальная работа является духовным преемником разноцветных предшественников Mylo Xyloto и A Head Full of Dreams — опережая как по своей резкой направленности, так и по скудному времени выполнения — при сохранении энергии раздвигания границ, слышимой в Kaleidoscope EP и Everyday Life».
Редакция Афиша Daily раскритиковала пластинку за конформизм и отсутствие идей, которые «не получается проморгать за звуковыми опытами в духе „я познаю мир“», определив альбом как «конформистский душеспасительный стадионный поп, который в итоге никого не спасает». Рецензент портала «Союз» похвалила группу за поиск новых музыкальных путей и освоение «новых жанровых территорий» и также выделил 10-минутный величавый трек «Coloratura». Борис Барабанов («КоммерсантЪ») отметил претенциозность средств выражения озвученной тематики: «В основе альбома лежит интуиция хитмейкеров — и амбиции поп-идолов, готовых цепляться за верхние строчки чартов любыми способами. В этом смысле в Coldplay давно ничего не менялось».

## Награды и номинации
| Год  | Церемония              | Категория                                        | Результат | Ссылка |
| ---- | ---------------------- | ------------------------------------------------ | --------- | ------ |
| 2022 | American Music Awards  | Любимый рок-альбом                               | Номинация | [ 56 ] |
| 2022 | Billboard Music Awards | Лучший рок-альбом                                | Номинация | [ 57 ] |
| 2022 | Hungarian Music Awards | Международный альтернативный или рок-альбом года | Номинация | [ 58 ] |
| 2023 | Grammy Awards          | Альбом года                                      | Номинация | [ 10 ] |
| 2023 | Grammy Awards          | Лучший вокальный поп-альбом                      | Номинация | [ 10 ] |

## Коммерческий успех
Music of the Spheres дебютировал на первом месте британского хит-парада UK Albums Chart, став девятым чарттоппером группы Coldplay в Великобритании. Это также был первый альбом со времен диска Эда Ширана No.6 Collaborations Project, дебютировавший в количестве более 100 000 экземпляров, проданных в Великобритании, получив за это золотой сертификат.

## Список композиций
Соавторы песен члены группы Coldplay, Гай Берримен, Джонни Баклэнд, Уилл Чемпион и Крис Мартин, а также указанные ниже другие соавторы.
| №                   | Название                                       | Автор(ы)                                                                  | Продюсеры                                                                | Длительность |
| ------------------- | ---------------------------------------------- | ------------------------------------------------------------------------- | ------------------------------------------------------------------------ | ------------ |
| 1.                  | «Music of the Spheres»                         | Coldplay Rik Simpson Daniel Green Federico Vindver Макс Мартин Bill Rahko | М. Мартин Oscar Holter Rahko Simpson Green Vindver [a]                   | 0:53         |
| 2.                  | «Higher Power»                                 | Coldplay Vindver М. Мартин Denise Carite                                  | М. Мартин Holter Rahko Simpson [a] Green [a]                             | 3:26         |
| 3.                  | «Humankind»                                    | Coldplay Vindver Green Джон Хопкинс М. Мартин Oscar Holter Stephen Fry    | М. Мартин Holter Rahko Simpson [a] Green [a] Хопкинс [a]                 | 4:26         |
| 4.                  | «Alien Choir»                                  | Coldplay М. Мартин Хопкинс                                                | М. Мартин Rahko Хопкинс                                                  | 0:53         |
| 5.                  | «Let Somebody Go» (с Селеной Гомес)            | Coldplay Apple Martin Olivia Waithe М. Мартин Holter Rahko Leland Wayne   | М. Мартин Holter Rahko Simpson [a] Green [a] Хопкинс [a]                 | 4:01         |
| 6.                  | «Human Heart» (с We Are King и Джейкоб Кольер) | Coldplay М. Мартин Джейкоб Кольер Paris Strother Amber Strother           | М. Мартин Holter Rahko                                                   | 3:08         |
| 7.                  | «People of the Pride»                          | Coldplay М. Мартин Rahko Derek Dixie Samuel Falson Jesse Rogg             | М. Мартин Holter Rahko Simpson [a] Green [a]                             | 3:37         |
| 8.                  | «Biutyful»                                     | Coldplay Davide Rossi М. Мартин Holter                                    | М. Мартин Holter Rahko Simpson [a] Green [a] Angel Lopez [a] Vindver [a] | 3:12         |
| 9.                  | «Music of the Spheres II»                      | Coldplay М. Мартин                                                        | М. Мартин Rahko                                                          | 0:21         |
| 10.                 | «My Universe» (с BTS)                          | Coldplay М. Мартин Holter Rahko Suga J-Hope RM                            | М. Мартин Holter Rahko Simpson [a] Green [a]                             | 3:46         |
| 11.                 | «Infinity Sign»                                | Coldplay М. Мартин Хопкинс                                                | М. Мартин Holter Rahko Simpson Green Хопкинс                             | 3:46         |
| 12.                 | «Coloratura»                                   | Coldplay М. Мартин P. Strother John Metcalfe Rossi                        | М. Мартин Holter Rahko                                                   | 10:18        |
| Общая длительность: | Общая длительность:                            | Общая длительность:                                                       | Общая длительность:                                                      | 41:51        |

| №                   | Название                      | Автор(ы)                          | Продюсеры                                           | Длительность |
| ------------------- | ----------------------------- | --------------------------------- | --------------------------------------------------- | ------------ |
| 13.                 | «Higher Power» (acoustic)     | Coldplay М. Мартин Vindver Carite | М. Мартин Holter Rahko Simpson [a] Green [a]        | 3:34         |
| 14.                 | «Higher Power» (Tiësto remix) | Coldplay М. Мартин Vindver Carite | М. Мартин Holter Rahko Simpson [a] Green [a] Tiësto | 3:49         |
| Общая длительность: | Общая длительность:           | Общая длительность:               | Общая длительность:                                 | 49:14        |

Замечания
- ↑  дополнительный продюсер
- «Music of the Spheres» стилизован как «»
- «Alien Choir» стилизован как «»
- «Human Heart» стилизован как «»
- «Music of the Spheres II» стилизован как «»
- «Infinity Sign» стилизован как «»

## Состав исполнителей
Coldplay
- Крис Мартин — ведущий вокал
- Джонни Баклэнд — гитара
- Гай Берримен — бас-гитара
- Уилл Чемпион — перкуссия

## Чарты
| Чарт (2021)                            | Высшая позиция |
| -------------------------------------- | -------------- |
| Австралия (ARIA)                       | 1              |
| Австрия (Ö3 Austria)                   | 2              |
| Бельгия/Фландрия (Ultratop)            | 1              |
| Бельгия/Валлония (Ultratop)            | 1              |
| Канада (Canadian Albums Chart)         | 2              |
| Чехия (ČNS IFPI)                       | 1              |
| Дания (Hitlisten)                      | 6              |
| Нидерланды (Album Top 100)             | 1              |
| Финляндия (Suomen virallinen lista)    | 4              |
| Франция (SNEP)                         | 1              |
| Германия (Offizielle Top 100)          | 2              |
| Ирландия (Irish Albums Chart)          | 1              |
| Италия (Classifica album)              | 4              |
| Япония (Billboard Japan)               | 10             |
| Япония (Oricon)                        | 13             |
| Литва (AGATA)                          | 8              |
| Новая Зеландия (RMNZ)                  | 2              |
| Норвегия (VG-lista)                    | 2              |
| Шотландия (Scottish Albums Chart)      | 1              |
| Испания (PROMUSICAE)                   | 1              |
| Швеция (Sverigetopplistan)             | 3              |
| Швейцария (Schweizer Hitparade)        | 2              |
| Великобритания (UK Albums Chart)       | 1              |
| США (Billboard 200)                    | 4              |
| США (Billboard Top Alternative Albums) | 1              |
| США (Billboard Top Rock Albums)        | 1              |

| Чарт (2021)                           | Позиция |
| ------------------------------------- | ------- |
| Austrian Albums (Ö3 Austria)          | 53      |
| Belgian Albums (Ultratop Flanders)    | 31      |
| Belgian Albums (Ultratop Wallonia)    | 17      |
| Dutch Albums (Album Top 100)          | 41      |
| French Albums (SNEP)                  | 40      |
| German Albums (Offizielle Top 100)    | 42      |
| Hungarian Albums (MAHASZ)             | 42      |
| Italian Albums (FIMI)                 | 98      |
| Portuguese Albums (AFP)               | 15      |
| Spanish Albums (PROMUSICAE)           | 62      |
| Swiss Albums (Schweizer Hitparade)    | 19      |
| UK Albums (OCC)                       | 14      |
| US Top Alternative Albums (Billboard) | 34      |
| US Top Rock Albums (Billboard)        | 60      |

## Сертификации
| Регион                                                                      | Сертификация | Продажи |
| --------------------------------------------------------------------------- | ------------ | ------- |
| Бразилия (ABPD)                                                             | Платиновый   | 40 000  |
| Франция (SNEP)                                                              | Платиновый   | 100 000 |
| Италия (FIMI)                                                               | Золотой      | 25 000  |
| Мексика                                                                     | —            | 70,000  |
| Польша (ZPAV)                                                               | Золотой      | 10 000  |
| Великобритания (BPI)                                                        | Золотой      | 100 000 |
| Данные о продажах + прослушиваниях приведены только на основе сертификации. |              |         |

### Комментарии
1. ↑  Coldplay получила Золото от Warner Music Mexico за продажу 70 000 копий Music of the Spheres в Аргентине. Однако AMPROFON не обновил свой веб-сайт.[106]